# Seo-gu (Incheon)
Seo-gu es el distrito más grande en Incheon, Corea del Sur. Su superficie es de 111,2 kilómetros ², y también tiene la mayor superficie de tierras de cultivo de las salas de Incheon. En el pasado, Seo-gu era parte de 'Buk-gu' (Buk, norte en lengua Coreana), pero en 1988, una parte de la sala se ha separado hacia fuera para formar 'Seo-gu'.

## Divisiones administrativas

- Geomam-Gyeongseo-Dong (검암경서동)
- Sinhyeon-Wonchang-Dong (신현원창동)
- Yeonhui-Dong (연희동)
- Gajeong-Dong (가정1~3동)
- Seongnam-Dong (석남1~3동)
- Gajwa-Dong (가좌1~4동)
- Geomdan-Dong (검단1~4동)